# انساک
انساک (به فرانسوی: Ansacq) یک کمون در فرانسه است که در اوآز واقع شده‌است. انساک ۸٫۴ کیلومتر مربع مساحت دارد ۱۲۰ متر بالاتر از سطح دریا واقع شده‌است.